# Ianthocincla
Genre
Ianthocincla est un genre d'oiseaux de la famille des Leiothrichidae.

## Répartition
Les espèces du genre Ianthocincla se rencontrent en Asie.

## Liste des espèces
Selon le Congrès ornithologique international (ordre phylogénique) il comporte huit espèces :
- Ianthocincla sukatschewi (Berezowski & Bianchi, 1891) — Garrulaxe de Sukatschev
- Ianthocincla rufogularis Gould, 1835 — Garrulaxe à gorge rousse
- Ianthocincla konkakinhensis (J.C. Eames & C. Eames, 2001) — Garrulaxe du Kon Ka Kinh
- Ianthocincla cineracea (Godwin-Austen, 1874) — Garrulaxe cendré
- Ianthocincla ocellata (Vigors, 1831) — Garrulaxe ocellé
- Ianthocincla maxima (J. Verreaux, 1870) — Garrulaxe géant
- Ianthocincla bieti Oustalet, 1897 — Garrulaxe de Biet
- Ianthocincla lunulata J. Verreaux, 1870 — Garrulaxe à lunules

## Classification
Le nom valide complet (avec auteur) de ce taxon est Ianthocincla Gould, 1835.